# Bernardo Vieco Ortiz
Bernardo Vieco Ortíz  (Medellín, 11 de junio de 1886-Medellín, 4 de marzo de 1965) fue un destacado escultor colombiano.

## Biografía
Nació el 11 de junio de 1886 en Medellín, Colombia, hijo del compositor y pintor Camilo Antonio Vieco Arrubla, y de María Teresa Ortiz Cárdenas, se crio en una familia fuertemente influenciada por la música y el arte. Sus 5 hermanos compartían distintas disciplinas artísticas; Gabriel fue violinista; Roberto, fundó y dirigió la Banda Departamental; Luis Eduardo fue flautista y dibujante; Alfonso fue violonchelista y Carlos fue compositor. 
Desde muy joven recibió clases con el maestro Francisco Antonio Cano, quien lo encaminó hacia la escultura.
Durante dieciséis años trabajó como contador. También, se aventuró en la política y fue elegido concejal de Medellín.
En 1924 empezó a fabricar obras de decoración arquitectónica en cemento vaciado, convirtiéndose en pionero del art deko en el país. Con el paso del tiempo su reputación creció, por lo cual decidió abandonar su ocupación principal, como contador de una empresa industrial y se enfocó por entero a la ejecución de relieves decorativos y obviamente a la escultura.
Luego, en 1930 viajó a Europa, en donde pudo realizar estudios más profundos de escultura y además aprendió el arte de la fundición. Cuando regresó en 1936 se radicó en Bogotá. En esta ciudad, realiza en piedra las figuras para decorar la fachada del Teatro Colombia, hoy Teatro Jorge Eliécer Gaitán. Estas figuras son: La Tragedia, La Danza, la Filmación, La Comedia y La Música. También estableció un taller de escultura en el cual contó con varios discípulos entre ellos Rodrigo Arenas Betancur, su sobrino Jorge Marín Vieco y Gerardo Benítez.
El maestro Bernardo Vieco fue el primer fundidor de Colombia. Gracias a una técnica que él desarrolló pudo realizar fundiciones en Bogotá, en donde, por cuestiones de la altura, se complicaba extraordinariamente este proceso.
Falleció en Medellín el 4 de marzo de 1956.